# Aposteriorische Sprache
Eine aposteriorische Sprache ist eine auf bereits existierenden Sprachen aufbauende, konstruierte Sprache.
Mit der Beschreibung auf bereits existierenden Sprachen aufbauend ist dabei hauptsächlich das Vokabular der Kunstsprache gemeint. Eine aposteriorische Sprache verfügt über ein Vokabular aus Wörtern, die Begriffen in anderen Sprachen ähnlich klingen und sich im Wortstamm wenig unterscheiden.
Das Gegenteil zu einer aposteriorischen Sprache ist eine apriorische Sprache.
Bei der Plansprachenklassifikation nach Moch unterscheidet man zwischen apriorischer Sprache, aposteriorischer Sprache und Mischformen der beiden Sprachen.

## Beispiele für aposteriorische Sprachen
- Latino sine flexione ist ein vereinfachtes Latein[4]
- Interlingua und Occidental bauen hauptsächlich auf Latein auf[5]
- Basic English als Vereinfachung der Englischen Sprache[4]
- Novial auf romanischen und germanischen Sprachen[5]
- Esperanto ist eine aposteriorische Sprache mit an existierende Sprachen angelehnten Begriffen[6]
- Volapük ist eine Mischform einer apriorischen und aposteriorischen Sprache[4] und basiert auf sechs Sprachen: Deutsch, Englisch, Französisch, Italienisch, Spanisch und Russisch